# Massamoorden in Sinjar
De massamoorden in Sinjar omvatten het uitmoorden van 5000 mannelijke Jezidi's in Sinjar en het district Sinjar in Irak door de Islamitische Staat in Irak en de Levant in augustus 2014. Dit vond plaats tijdens het offensief van de Islamitische Staat in augustus 2014.
Een lid van de Koerdische Regionale Overheid verklaarde dat de Islamitische Staat om demografische en strategische redenen het offensief startte. Door het wegjagen en uiroeien van Koerden en Arabieren in het gebied te brengen.
Door de hulp van Koerdische en Amerikaanse troepen kon de meerderheid van de 50 000 Jezidi's die naar het Sinjargebergte waren gevlucht geëvacueerd worden.